# Богданова, Дарья Александровна
Дарья Александровна Богданова (род. 26 июня 1991) — российская спортсменка, призёр чемпионата России по вольной борьбе, мастер спорта России.

## Спортивные результаты
- Чемпионат России по женской борьбе 2014 года — ;